# Самотњак
Самотњак (лат. Chazara briseis) врста је лептира из породице шаренаца (лат. Nymphalidae).

## Опис врсте
Изглед доње стране крила и бели појас при врху горње стране предњег крила су врло упечатљиви.

## Распрострањење и станиште
У Србији је ова врста бележена локално у другој половини године на сувим и топлим каменитим или травнатим стаништима са ниским жбуњем. Насељава јужне делове Европе, најчешће уз медитеранске обале.

## Биљке хранитељке
Класача (Bromus erectus) и друге врсте трава.